# Яба-Даба Динозаври
„Яба-Даба Динозаври“ (на английски: Yabba-Dabba Dinosaurs) е американски анимационен сериал и спиноф на оригиналния сериал „Семейство Флинтстоун“. Като в Cave Kids сериалът се фокусира върху животите на най-добрите приятели Пебълс Флинтстоун и Бам-Бам Ръбъл, които са присъединяват към Дино за множество приключения в Каменната ера. Сериалът е излъчен премиерно по HBO Max на 30 септември 2021 г.
Това е първият пълнометражен сериал на „Семейство Флинтстоун“ от 19 години след „Семейство Ръбъл“ и първият сериал след затварянето на студиото „Хана-Барбера“ и е също първият сериал на „Семейство Флинтстоун“ без оригиналните създатели Уилям Хана и Джоузеф Барбера, които умират съответно през 2001 г. и 2006 г.

## Актьорски състав
| Актьор                 | Персонаж                         |
| ---------------------- | -------------------------------- |
| Джесика Дичико         | Пебълс Флинтстоун                |
| Илай Хенри             | Бам-Бам Ръбъл                    |
| Джеф Бъргман           | Фред Флинтстоун / Господин Слейт |
| Трес Макнийл           | Уилма Флинтстоун                 |
| Кевин Майкъл Ричардсън | Барни Ръбъл                      |
| Грей Грифин            | Бети Ръбъл                       |
| Ерик Бауза             | Дино / Великият Газу             |
| Том Мегалис            | Капитан Пещера                   |

## В България
В България сериалът се излъчва по локалната версия по Boomerang през 2022 г.
Синхронен дублаж
| Роля          | Изпълнител       |
| ------------- | ---------------- |
| Пебълс        | Евгения Ангелова |
| Бам-Бам       | Симеон Дамянов   |
| Фред          | Христо Узунов    |
| Барни         | Мариан Бачев     |
| Уилма         | Ралица Ковачева  |
| Бети          | Мина Костова     |
| Други гласове | Сотир Мелев      |

| Обработка           | Студио „Про Филмс“  |
| ------------------- | ------------------- |
| Режисьор на дублажа | Анна Тодорова       |
| Преводач            | Димана Воденичарска |

От 8 март 2022 г. е достъпен и в HBO Max.